# Kahrīz (ort i Lorestan)
Kahrīz (persiska: كَهريز, کهریز, Kahrīz-e Varvasht, كَهريزِ وَروَشت) är en ort i Iran.   Den ligger i provinsen Lorestan, i den västra delen av landet, 400 km sydväst om huvudstaden Teheran. Kahrīz ligger 1 648 meter över havet och antalet invånare är 784.
Terrängen runt Kahrīz är kuperad.Runt Kahrīz är det ganska tätbefolkat, med 56 invånare per kvadratkilometer. Närmaste större samhälle är Hezār Khānī, 14,0 km norr om Kahrīz. Omgivningarna runt Kahrīz är i huvudsak ett öppet busklandskap.